# مغانة
مغانة هي قرية بدائية في الضفة الغربية تقع في منطقة تلال صخرية في جنوب مدينة الخليل، يسكنها مائة وعشرين شخصآ من عشيرة حمدان وهم يسكنون كهوف حجرية قديمة موزعين عليها، ففي أحد الكهوف يسكن أحد عشر شخص سويتآ مختلطين نساء ورجال مع أطفالهم.
طعامهم بسيط وأدواتهم المنزلية أبسط وأولادهم يذهبون سيرآ على الأقدام لعدة كيلومترات للوصول للمدرسة.
أفراد هذه العشيرة لايمكنهم بناء مساكن لهم بسبب منع السلطات الإسرائيلية من منحهم أجازات للبناء بينما تحيط بهم مستوطنات إسرائيلية مبنية على أحدث طراز وتنعم بالكهرباء والغاز والمناطق الخضراء والزراعية الغناء، بسبب أن منطقتهم تعتبر منطقة تاريخية لا يجوز العبث والبناء فيها.